# 100 metri piani
I 100 metri piani sono una specialità sia maschile sia femminile dell'atletica leggera; sono una disciplina di velocità pura e fanno parte del programma olimpico sin dalla prima edizione del 1896 (1928 per quanto riguarda le donne).
È la più breve gara outdoor dell'atletica leggera e la più veloce: gli atleti corrono su una pista rettilinea lungo una distanza di 100 m con partenza dai blocchi.
È una specialità che si basa sul sistema anaerobico alattacido e soprattutto su esplosività ed elasticità, caratteristiche fondamentali per ottenere eccellenti prestazioni.

## Caratteristiche

### Partenza

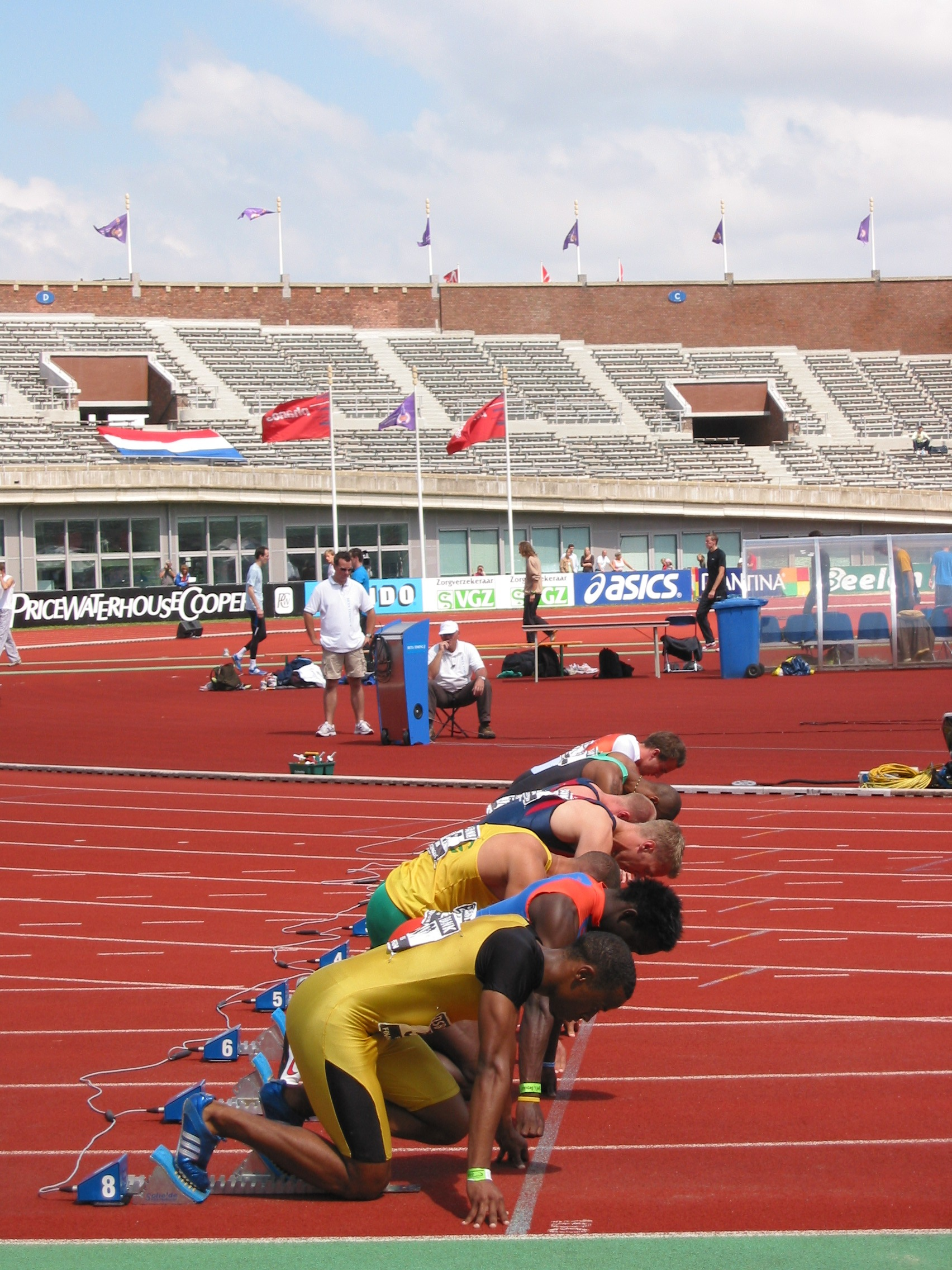
Un momento della fase di partenza dei 100 m piani

I concorrenti si posizionano sui cosiddetti blocchi di partenza. Lo starter dà prima il segnale vocale di imminenza dalla partenza ed in seguito spara un colpo in aria. In caso di falsa partenza, che si verifica se un atleta si muova prima dello sparo, egli viene immediatamente squalificato. Tale regola è in vigore dal 1º gennaio 2010.

### Falsa partenza
Dicesi falsa partenza quando un atleta si muove prima di 0,100 secondi dallo sparo. Il tempo è registrato da rilevatori posizionati dietro i blocchi di partenza che individuano il momento in cui l'atleta solleva il peso dai blocchi.
In una qualsiasi competizione di velocità, dal 2010, il concorrente o più che compiono la falsa partenza sono squalificati. Precedentemente, invece, chi commetteva la seconda falsa partenza era squalificato (anche se non colpevole della prima). Fino al 2001 veniva invece squalificato chi, dopo aver commesso una falsa partenza, ne commetteva personalmente una seconda.
Ha suscitato molto scandalo Jon Drummond, durante i Mondiali di Parigi Saint-Denis 2003, quando, in un quarto di finale dei 100 m è stato accusato di falsa partenza. Questi ha ripetuto di non essersi mosso e, nelle proteste, con il sostegno del pubblico, si è sdraiato nella corsia della pista rifiutandosi di essere eliminato dalla competizione, affermando di non aver commesso falsa partenza, nonostante il rilevatore segnalasse che fosse partito 0,058 secondi dopo lo sparo. Dopo un'ora di proteste, ha abbandonato la pista in lacrime. Dai successivi replay si capisce che Drummond aveva effettivamente ragione, anzi, tra i concorrenti era anche quello partito più tardi; la sua colpa era quella di aver alzato leggermente la punta del piede dai blocchi prima della partenza.

### La corsa
I concorrenti si alzano dai blocchi con tempi di reazione rapidissimi e corrono verso il traguardo. Essendo la distanza più breve dell'atletica outdoor i tempi di percorrenza sono brevissimi, circa di 10 secondi. Frequentemente per conoscere il vincitore è necessario visionare il cosiddetto fotofinish. Il tempo viene rilevato all'esatto momento del superamento della linea d'arrivo con il torso.

## Storia
Nel 1912, durante i Giochi olimpici di Stoccolma, la federazione internazionale di atletica leggera registra il primo record mondiale ufficiale dei 100 metri piani: il 10"6 dello statunitense Donald Lippincott.
Gli anni trenta vedono la prepotente entrata in scena degli atleti afroamericani: prima le "frecce nere" Tolan e Metcalfe, poi l'immenso Jesse Owens. Eddie Tolan, detto "l'espresso di mezzanotte", è il primo atleta di colore a stabilire il primato mondiale a 10"3. Ai Giochi olimpici di Los Angeles del 1932 batte Metcalfe per due centimetri e mezzo; quest'ultimo si prenderà successivamente la rivincita eguagliando il record mondiale.
Il 25 maggio 1935, durante un meeting universitario ad Ann Arbor, Jesse Owens scrive una delle pagine più memorabili della storia dell'atletica, in quello che verrà ricordato come "il giorno dei giorni"; Owens riesce a vincere quattro gare in quarantacinque minuti, e battendo ben tre primati mondiali. Tra tutti spicca l'8,13 m realizzato nel salto in lungo, che resisterà 25 anni. La seconda grande impresa Owens la compie nel giugno del 1936, portando il record mondiale a 10"2.
Ai Giochi olimpici di Londra del 1948, ancora un nero in primo piano e ancora un verdetto contrastato: quello che vede il sorprendente successo dell'ostacolista Dillard su Ewell, che dopo il traguardo esulta a lungo, convinto della vittoria; sarà invece secondo.

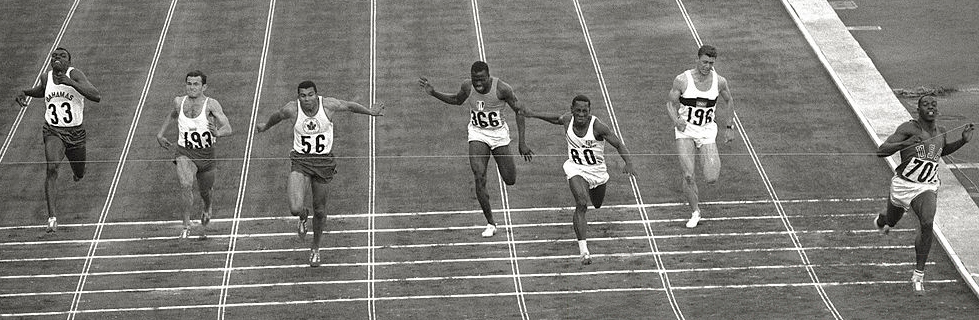
L'arrivo vittorioso di Bob Hayes (sulla destra) nella finale dei ai Giochi olimpici di

I bianchi torneranno a vincere nel 1952, ad Helsinki, con Lindy Remigino, e nel 1956 con Bobby Joe Morrow, che a Melbourne si aggiudicherà sia i 100 che i 200 metri piani. Anche se i bianchi vincono, i neri battono i record: sempre nel '56, Williams, Murchison e King portano il primato della distanza più breve a 10"1.
Comincia la corsa al muro dei 10 secondi netti. Il primo che riuscirà nell'impresa sarà un bianco ma non uno statunitense: il 6 settembre 1958 il tedesco Armin Hary raggiunge lo storico risultato, ma il tempo non viene omologato perché la pista di Friedrichshafen è leggermente in discesa.
Si arriva così al 1960, l'anno dei Giochi olimpici di Roma. Hary ripete l'impresa al meeting di Zurigo, due mesi prima dei Giochi, ma stavolta è lo starter che dice di aver sbagliato: avrebbe dovuto segnalare una partenza falsa perché il tedesco è partito in anticipo. Hary lo ammette ma chiede e ottiene di poter riprovare dopo mezz'ora. Risultato: ancora 10 secondi.
Polemiche a non finire. Gli scettici sostengono che gli starter di Zurigo sono famosi per la loro magnanimità: con le loro partenze "lanciate" (caratterizzate da una minima pausa tra il "pronti" e lo sparo, e dunque prevedibili) favorirebbero i risultati di prestigio, a tutto vantaggio del prestigio del meeting. Fatto sta che, due mesi dopo, il tedesco mette tutti a tacere vincendo l'Olimpiade di Roma.

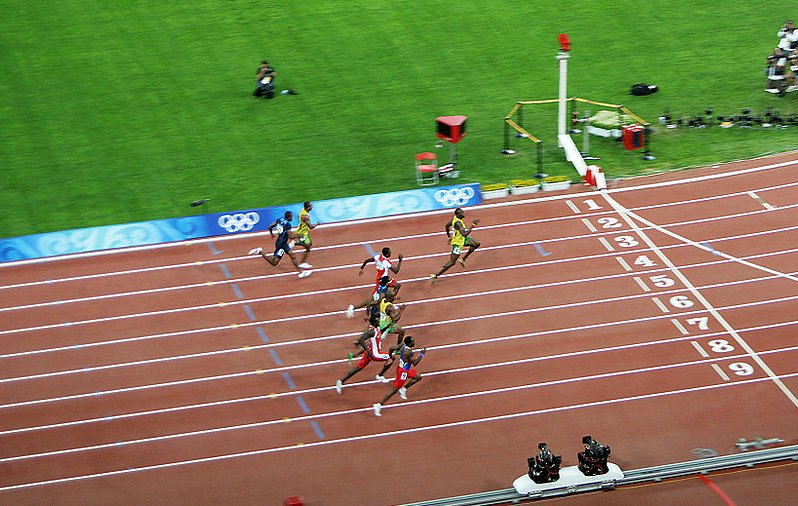
L'arrivo vittorioso di Usain Bolt durante la finale dei ai Giochi olimpici di

A Tokyo 1964, la medaglia d'oro dei 100 m va a Bob Hayes con un 10"06 che, in quanto automatico, viene considerato inferiore al tempo manuale di Hary.
I primi a scendere ufficialmente sotto i 10 secondi - sia pur ancora manuali - sono Jim Hines, Ronnie Ray Smith e Charles Greene, che corrono tutti e tre in 9"9 a Sacramento, durante i campionati statunitensi del 1968. Ma è ai Giochi olimpici di Città del Messico che, grazie anche all'altitudine e al tartan, il nuovo materiale sintetico usato per le piste, il primato viene fissato da Hines in un 9"95 automatico.
Per trovare degli sprinter bianchi di grande valore bisogna ricorrere all'immenso vivaio sovietico, dal quale spunta Valerij Borzov, che a Monaco di Baviera 1972 realizza una doppietta su 100 e 200 m, favorito anche dal fatto che gli statunitensi Hart e Robinson, capaci di un 9"9 manuale, non si sono presentati in tempo ai quarti di finale, avendo sbagliato orario.
Gli anni ottanta verranno segnati da una nuova stella che è intanto spuntata negli Stati Uniti: Carl Lewis. L'unico che riuscirà a mettere in dubbio la sua supremazia sarà il canadese Ben Johnson, che lo batterà più volte negli ultimi anni del decennio, ai Mondiali di Roma 1987 e ai Giochi olimpici di Seul 1988. In entrambe le occasioni, Johnson disintegrerà il primato mondiale dei 100 m, scendendo prima a 9"83 a Roma e poi addirittura a 9"79 a Seul. Tutto inutile, perché proprio ai Giochi di Seul Johnson risulterà positivo al test antidoping e, dopo aver riconosciuto di aver sempre usato sostanze proibite, si vedrà cancellare dagli albi d'oro anche i risultati di Roma. Il primato dei 100 m tornerà dunque a Lewis, con il 9"92 di Seul, poi portato a 9"86 dallo stesso Lewis ai Mondiali di Tokyo 1991.
Prima che si concluda l'era Lewis, il primato dei 100 m scende ancora: Leroy Burrell lo porta a 9"85 nel 1994, mentre ai Giochi olimpici di Atlanta 1996 il canadese Donovan Bailey scende a 9"84. Dopo di lui ci sarà il 9"79 dello statunitense Maurice Greene, che vince l'oro ai Giochi di Sydney 2000. Nel 2005 inizia il dominio giamaicano, con il 9"77 di Asafa Powell ad Atene, tempo che lui stesso correrà in altre due occasioni nel 2006, prima di fissarlo a 9"74 il 9 settembre 2007 a Rieti.
Nel 2008, il giamaicano Usain Bolt migliora di due centesimi il primato mondiale correndo in 9"72 a New York e qualche mese dopo, in occasione della finale dei Giochi olimpici di Pechino, abbassa ulteriormente il record portandolo a 9"69. L'anno seguente, durante la finale dei Mondiali di Berlino, Bolt migliora per la terza volta il record mondiale della specialità tagliando il traguardo in 9"58, record ancora oggi imbattuto.

## Record

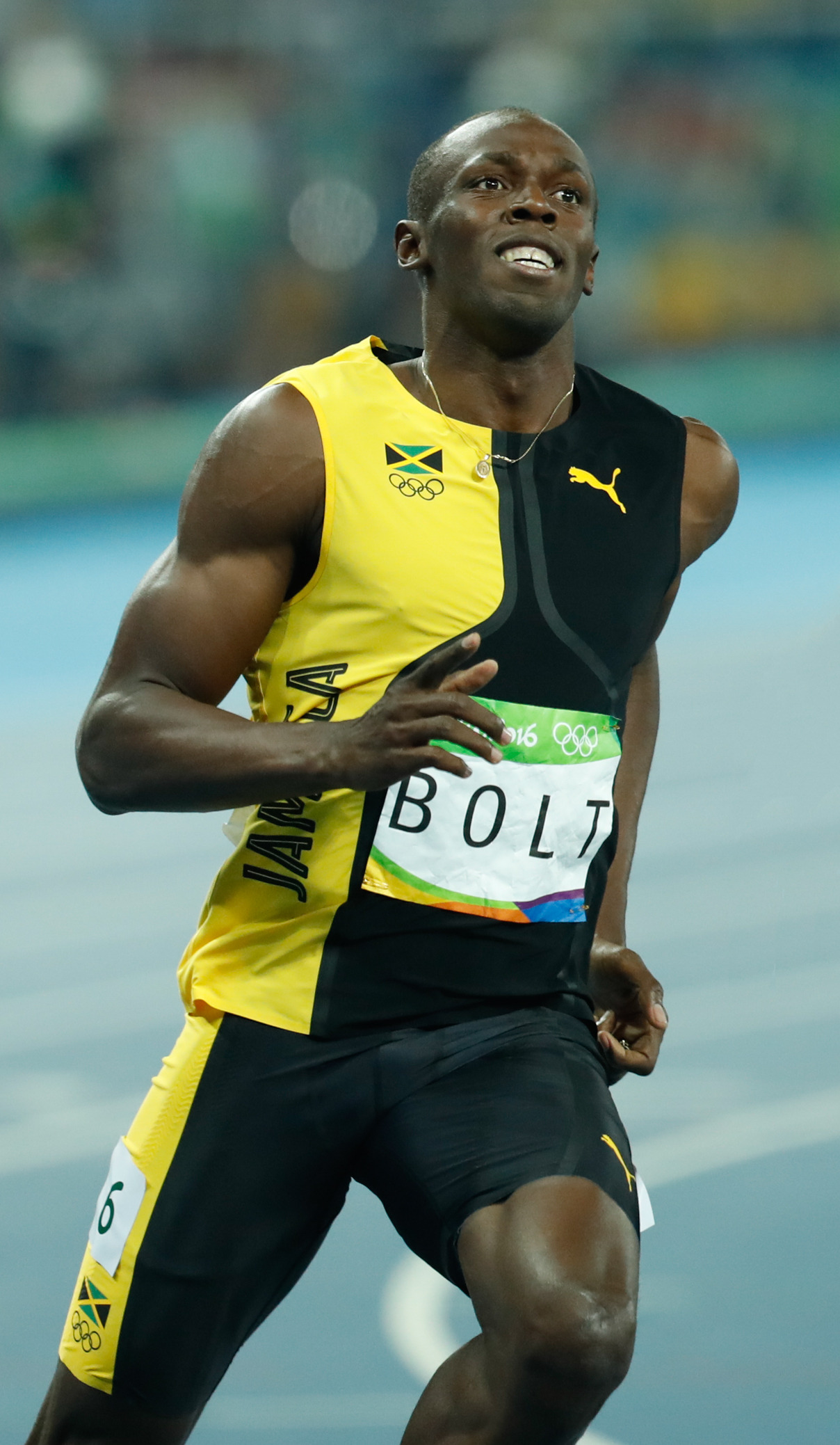
Usain Bolt, primatista mondiale e olimpico dei 100 m piani

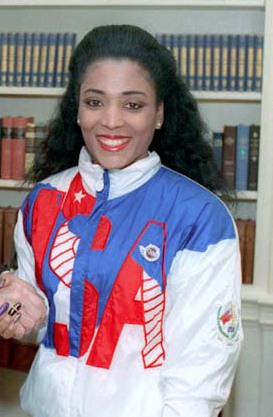
Florence Griffith-Joyner, detentrice del record mondiale della specialità

Il record mondiale maschile appartiene al giamaicano Usain Bolt con il tempo di 9"58, stabilito ai campionati del mondo di Berlino 2009. Il record femminile spetta invece alla statunitense Florence Griffith-Joyner con 10"49, tempo fatto registrare ai trials statunitensi del 1988. Nella colonna del tempo, tra parentesi, è riportata la velocità del vento durante la gara.

### Maschili
Statistiche aggiornate al 29 luglio 2023.
|                     | Tempo           | Atleta             | Luogo     | Data              |
| ------------------- | --------------- | ------------------ | --------- | ----------------- |
| Record mondiale     | 9"58 (+0,9 m/s) | Usain Bolt         | Berlino   | 16 agosto 2009    |
| Record olimpico     | 9"63 (+1,5 m/s) | Usain Bolt         | Londra    | 5 agosto 2012     |
| Record africano     | 9"77 (+1,2 m/s) | Ferdinand Omanyala | Nairobi   | 18 settembre 2021 |
| Record asiatico     | 9"83 (+0,9 m/s) | Su Bingtian        | Tokyo     | 1º agosto 2021    |
| Record europeo      | 9"80 (+0,1 m/s) | Marcell Jacobs     | Tokyo     | 1º agosto 2021    |
| Record oceaniano    | 9"93 (+1,8 m/s) | Patrick Johnson    | Mito      | 5 maggio 2003     |
| Record sudamericano | 9"89 (+0,8 m/s) | Issam Asinga       | San Paolo | 28 luglio 2023    |
| Record nazionale    | 9"80 (+0,1 m/s) | Marcell Jacobs     | Tokyo     | 1º agosto 2021    |

### Femminili
Statistiche aggiornate al 2 luglio 2023.
|                     | Tempo            | Atleta                   | Luogo             | Data            |
| ------------------- | ---------------- | ------------------------ | ----------------- | --------------- |
| Record mondiale     | 10"49 (0,0 m/s)  | Florence Griffith-Joyner | Indianapolis      | 16 luglio 1988  |
| Record olimpico     | 10"61 (-0,6 m/s) | Elaine Thompson-Herah    | Tokyo             | 31 luglio 2021  |
| Record africano     | 10"72 (+0,4 m/s) | Marie-Josée Ta Lou       | Monaco            | 10 agosto 2022  |
| Record asiatico     | 10"79 (0,0 m/s)  | Li Xuemei                | Shanghai          | 18 ottobre 1997 |
| Record europeo      | 10"73 (+2,0 m/s) | Christine Arron          | Budapest          | 19 agosto 1998  |
| Record oceaniano    | 10"96 (+2,0 m/s) | Zoe Hobbs                | La Chaux-de-Fonds | 2 luglio 2023   |
| Record sudamericano | 10"91 (-0,2 m/s) | Rosângela Santos         | Londra            | 6 agosto 2017   |
| Record nazionale    | 11"01 (+2,0 m/s) | Zaynab Dosso             | Roma              | 9 giugno 2024   |

Legenda:
: record mondiale
: record olimpico
: record africano
: record asiatico
: record europeo
: record nord-centroamericano e caraibico
: record oceaniano
: record sudamericano
: record italiano

## Migliori atleti

### Maschili
Statistiche aggiornate al 28 giugno 2025.
|     | Tempo           | Atleta             | Luogo    | Data              |
| --- | --------------- | ------------------ | -------- | ----------------- |
| 1.  | 9"58 (+0,9 m/s) | Usain Bolt         | Berlino  | 16 agosto 2009    |
| 2.  | 9"69 (+2,0 m/s) | Tyson Gay          | Shanghai | 20 settembre 2009 |
| 2.  | 9"69 (-0,1 m/s) | Yohan Blake        | Losanna  | 23 agosto 2012    |
| 4.  | 9"72 (+0,2 m/s) | Asafa Powell       | Losanna  | 2 settembre 2008  |
| 5.  | 9"74 (+0,9 m/s) | Justin Gatlin      | Doha     | 15 maggio 2015    |
| 6.  | 9"75 (+0,8 m/s) | Kishane Thompson   | Kingston | 27 giugno 2025    |
| 7.  | 9"76 (+0,6 m/s) | Christian Coleman  | Doha     | 28 settembre 2019 |
| 7.  | 9"76 (+1,2 m/s) | Trayvon Bromell    | Nairobi  | 18 settembre 2021 |
| 7.  | 9"76 (+1,4 m/s) | Fred Kerley        | Eugene   | 24 giugno 2022    |
| 10. | 9"77 (+1,2 m/s) | Ferdinand Omanyala | Nairobi  | 18 settembre 2021 |

### Femminili
Statistiche aggiornate al 16 settembre 2024.
|     | Tempo            | Atleta                   | Luogo        | Data              |
| --- | ---------------- | ------------------------ | ------------ | ----------------- |
| 1.  | 10"49 (0,0 m/s)  | Florence Griffith-Joyner | Indianapolis | 16 luglio 1988    |
| 2.  | 10"54 (+0,9 m/s) | Elaine Thompson-Herah    | Eugene       | 21 agosto 2021    |
| 3.  | 10"60 (+1,7 m/s) | Shelly-Ann Fraser-Pryce  | Losanna      | 26 agosto 2021    |
| 4.  | 10"64 (+1,2 m/s) | Carmelita Jeter          | Shanghai     | 20 settembre 2009 |
| 5.  | 10"65 (+1,1 m/s) | Marion Jones             | Johannesburg | 12 settembre 1998 |
| 5.  | 10"65 (+1,0 m/s) | Shericka Jackson         | Kingston     | 7 luglio 2023     |
| 5.  | 10"65 (-0,2 m/s) | Sha'Carri Richardson     | Budapest     | 21 agosto 2023    |
| 8.  | 10"72 (+0,4 m/s) | Marie-Josée Ta Lou       | Monaco       | 10 agosto 2022    |
| 8.  | 10"72 (-0,1 m/s) | Julien Alfred            | Parigi       | 3 agosto 2024     |
| 10. | 10"73 (+2,0 m/s) | Christine Arron          | Budapest     | 19 agosto 1998    |

## Migliori prestazioni

### Maschili
Statistiche aggiornate al 25 gennaio 2020.
|    | Tempo           | Atleta        | Luogo    | Data              |
| -- | --------------- | ------------- | -------- | ----------------- |
| 1. | 9"58 (+0,9 m/s) | Usain Bolt    | Berlino  | 16 agosto 2009    |
| 2. | 9"63 (+1,5 m/s) | Usain Bolt    | Londra   | 5 agosto 2012     |
| 3. | 9"69 (0,0 m/s)  | Usain Bolt    | Pechino  | 16 agosto 2008    |
| 3. | 9"69 (+2,0 m/s) | Tyson Gay     | Shanghai | 20 settembre 2009 |
| 3. | 9"69 (-0,1 m/s) | Yohan Blake   | Losanna  | 23 agosto 2012    |
| 6. | 9"71 (+0,9 m/s) | Tyson Gay     | Berlino  | 16 agosto 2009    |
| 7. | 9"72 (+1,7 m/s) | Usain Bolt    | New York | 31 maggio 2008    |
| 7. | 9"72 (+0,2 m/s) | Asafa Powell  | Losanna  | 2 settembre 2008  |
| 9. | 9"74 (+1,7 m/s) | Asafa Powell  | Rieti    | 9 settembre 2007  |
| 9. | 9"74 (+0,9 m/s) | Justin Gatlin | Doha     | 15 maggio 2015    |

### Femminili
Statistiche aggiornate al 10 agosto 2022.
|    | Tempo            | Atleta                   | Luogo        | Data              |
| -- | ---------------- | ------------------------ | ------------ | ----------------- |
| 1. | 10"49 (0,0 m/s)  | Florence Griffith-Joyner | Indianapolis | 16 luglio 1988    |
| 2. | 10"54 (+0,9 m/s) | Elaine Thompson-Herah    | Eugene       | 21 agosto 2021    |
| 3. | 10"60 (+1,7 m/s) | Shelly-Ann Fraser-Pryce  | Losanna      | 26 agosto 2021    |
| 4. | 10"61 (+1,2 m/s) | Florence Griffith-Joyner | Indianapolis | 17 luglio 1988    |
| 4. | 10"61 (-0,6 m/s) | Elaine Thompson-Herah    | Tokyo        | 31 luglio 2021    |
| 6. | 10"62 (+1,0 m/s) | Florence Griffith-Joyner | Seul         | 24 settembre 1988 |
| 6. | 10"62 (+0,4 m/s) | Shelly-Ann Fraser-Pryce  | Monaco       | 10 agosto 2022    |
| 8. | 10"63 (+1,3 m/s) | Shelly-Ann Fraser-Pryce  | Kingston     | 5 giugno 2021     |
| 9. | 10"64 (+1,2 m/s) | Carmelita Jeter          | Shanghai     | 20 settembre 2009 |
| 9. | 10"64 (+1,7 m/s) | Elaine Thompson-Herah    | Losanna      | 26 agosto 2021    |

## Atleti scesi sotto i 10 secondi
Nei 100 m maschili un atleta in grado di rompere il muro dei 10 secondi ottiene grande prestigio a livello mondiale; attualmente sono stati 189 gli atleti capaci di correre la distanza sotto questa barriera.
La tabella sottostante indica la prima volta che ogni atleta è sceso sotto la barriera dei 10 secondi.
| #    | Data              | Atleta                   | Tempo  | Età                  | Record personale | Note            |
| ---- | ----------------- | ------------------------ | ------ | -------------------- | ---------------- | --------------- |
| 1.   | 14 ottobre 1968   | Jim Hines                | 9"95 a | 22 anni e 34 giorni  | 9"95 (1968)      | Record mondiale |
| 2.   | 11 agosto 1977    | Silvio Leonard           | 9"98 a | 21 anni e 325 giorni | 9"98 (1977)      |                 |
| 3.   | 14 maggio 1983    | Carl Lewis               | 9"97   | 21 anni e 317 giorni | 9"86 (1991)      |                 |
| 4.   | 3 luglio 1983     | Calvin Smith             | 9"93 a | 22 anni e 176 giorni | 9"93 (1983)      | Record mondiale |
| 5.   | 5 maggio 1984     | Mel Lattany              | 9"96   | 24 anni e 269 giorni | 9"96 (1984)      |                 |
| 6.   | 9 luglio 1986     | Ben Johnson              | 9"95   | 24 anni e 191 giorni | 9"95 (1986)      |                 |
| 7.   | 24 settembre 1988 | Linford Christie         | 9"97   | 28 anni e 175 giorni | 9"87 (1993)      |                 |
| 8.   | 20 maggio 1989    | Ray Stewart              | 9"97   | 24 anni e 63 giorni  | 9"96 (1991)      |                 |
| 9.   | 16 giugno 1989    | Leroy Burrell            | 9"94   | 22 anni e 115 giorni | 9"85 (1994)      |                 |
| 10.  | 25 agosto 1991    | Dennis Mitchell          | 9"99   | 25 anni e 186 giorni | 9"91 (1991)      |                 |
| 11.  | 25 agosto 1991    | Frank Fredericks         | 9"95   | 23 anni e 327 giorni | 9"86 (1996)      |                 |
| 12.  | 11 settembre 1991 | Andre Cason              | 9"99   | 22 anni e 234 giorni | 9"92 (1993)      |                 |
| 13.  | 4 aprile 1992     | Olapade Adeniken         | 9"97   | 22 anni e 229 giorni | 9"95 (1994)      |                 |
| 14.  | 18 aprile 1992    | Michael Marsh            | 9"93   | 24 anni e 258 giorni | 9"93 (1992)      |                 |
| 15.  | 18 aprile 1992    | Davidson Ezinwa          | 9"96   | 20 anni e 148 giorni | 9"94 (1994)      |                 |
| 16.  | 21 maggio 1993    | Daniel Effiong           | 9"99   | 20 anni e 338 giorni | 9"98 (1993)      |                 |
| 17.  | 22 luglio 1994    | Jon Drummond             | 9"99   | 25 anni e 316 giorni | 9"92 (1997)      |                 |
| 18.  | 22 aprile 1995    | Donovan Bailey           | 9"99   | 27 anni e 127 giorni | 9"84 (1996)      |                 |
| 19.  | 15 giugno 1995    | Bruny Surin              | 9"97   | 27 anni e 338 giorni | 9"84 (1999)      |                 |
| 20.  | 21 aprile 1996    | Ato Boldon               | 9"93   | 22 anni e 113 giorni | 9"86 (1998)      |                 |
| 21.  | 12 giugno 1997    | Maurice Greene           | 9"96   | 22 anni e 324 giorni | 9"79 (1999)      |                 |
| 22.  | 12 giugno 1997    | Kareem Streete-Thompson  | 9"96   | 24 anni e 74 giorni  | 9"96 (1997)      |                 |
| 23.  | 12 giugno 1997    | Tim Montgomery           | 9"96   | 22 anni e 138 giorni | 9"92 (1997)      |                 |
| 24.  | 20 giugno 1997    | Percival Spencer         | 9"98   | 22 anni e 116 giorni | 9"98 (1997)      |                 |
| 25.  | 13 luglio 1997    | Seun Ogunkoya            | 9"97   | 19 anni e 197 giorni | 9"92 (1998)      |                 |
| 26.  | 9 agosto 1998     | Vincent Henderson        | 9"95   | 25 anni e 293 giorni | 9"95 (1998)      |                 |
| 27.  | 11 settembre 1998 | Obadele Thompson         | 9"87 a | 22 anni e 165 giorni | 9"87 (1998)      |                 |
| 28.  | 5 giugno 1999     | Leonard Myles-Mills      | 9"98   | 26 anni e 27 giorni  | 9"98 (1999)      |                 |
| 29.  | 13 giugno 1999    | Dwain Chambers           | 9"99   | 21 anni e 69 giorni  | 9"97 (1999)      |                 |
| 30.  | 2 luglio 1999     | Jason Gardener           | 9"98   | 23 anni e 287 giorni | 9"98 (1999)      |                 |
| 31.  | 5 luglio 1999     | Tim Harden               | 9"92   | 25 anni e 159 giorni | 9"92 (1999)      |                 |
| 32.  | 2 giugno 2000     | Coby Miller              | 9"98   | 23 anni e 227 giorni | 9"98 (2000)      |                 |
| 33.  | 2 giugno 2000     | Bernard Williams         | 9"99   | 22 anni e 135 giorni | 9"94 (2001)      |                 |
| 34.  | 21 giugno 2000    | Francis Obikwelu         | 9"97   | 21 anni e 212 giorni | 9"86 (2004)      |                 |
| 35.  | 12 aprile 2002    | Shawn Crawford           | 9"99   | 24 anni e 88 giorni  | 9"88 (2004)      |                 |
| 36.  | 21 aprile 2002    | Joshua J. Johnson        | 9"95   | 25 anni e 346 giorni | 9"95 (2002)      |                 |
| 37.  | 4 maggio 2002     | Brian Lewis              | 9"99   | 27 anni e 150 giorni | 9"99 (2002)      |                 |
| 38.  | 27 luglio 2002    | Kim Collins              | 9"98   | 26 anni e 113 giorni | 9"93 (2016)      |                 |
| 39.  | 5 maggio 2003     | Patrick Johnson          | 9"93   | 30 anni e 221 giorni | 9"93 (2003)      |                 |
| 40.  | 19 luglio 2003    | Deji Aliu                | 9"98   | 27 anni e 239 giorni | 9"95 (2003)      |                 |
| 41.  | 15 agosto 2003    | John Capel               | 9"97   | 24 anni e 261 giorni | 9"95 (2004)      |                 |
| 42.  | 15 agosto 2003    | Justin Gatlin            | 9"97   | 21 anni e 186 giorni | 9"74 (2015)      |                 |
| 43.  | 15 agosto 2003    | Mickey Grimes            | 9"99   | 26 anni e 309 giorni | 9"99 (2003)      |                 |
| 44.  | 12 ottobre 2003   | Uchenna Emedolu          | 9"97   | 27 anni e 25 giorni  | 9"97 (2003)      |                 |
| 45.  | 12 giugno 2004    | Asafa Powell             | 9"99   | 21 anni e 202 giorni | 9"72 (2008)      |                 |
| 46.  | 14 giugno 2005    | Aziz Zakari              | 9"99   | 28 anni e 285 giorni | 9"99 (2005)      |                 |
| 47.  | 25 giugno 2005    | Marc Burns               | 9"96   | 22 anni e 169 giorni | 9"96 (2005)      |                 |
| 48.  | 25 giugno 2005    | Darrel Brown             | 9"99   | 20 anni e 257 giorni | 9"99 (2005)      |                 |
| 49.  | 5 luglio 2005     | Ronald Pognon            | 9"99   | 22 anni e 231 giorni | 9"99 (2005)      |                 |
| 50.  | 22 luglio 2005    | Leonard Scott            | 9"94   | 25 anni e 184 giorni | 9"91 (2006)      |                 |
| 51.  | 25 maggio 2006    | Olusoji Fasuba           | 9"93   | 21 anni e 320 giorni | 9"85 (2006)      |                 |
| 52.  | 25 luglio 2006    | Tyson Gay                | 9"97   | 23 anni e 350 giorni | 9"69 (2009)      |                 |
| 53.  | 18 agosto 2006    | Marcus Brunson           | 9"99   | 28 anni e 116 giorni | 9"99 (2006)      |                 |
| 54.  | 24 aprile 2007    | Derrick Atkins           | 9"98   | 23 anni e 109 giorni | 9"91 (2007)      |                 |
| 55.  | 8 giugno 2007     | Walter Dix               | 9"93   | 21 anni e 128 giorni | 9"88 (2010)      |                 |
| 56.  | 26 luglio 2007    | Samuel Francis           | 9"99   | 20 anni e 121 giorni | 9"99 (2007)      |                 |
| 57.  | 28 settembre 2007 | Wallace Spearmon         | 9"96   | 22 anni e 278 giorni | 9"96 (2007)      |                 |
| 58.  | 3 maggio 2008     | Usain Bolt               | 9"76   | 21 anni e 256 giorni | 9"58 (2009)      |                 |
| 59.  | 10 maggio 2008    | Travis Padgett           | 9"96   | 21 anni e 149 giorni | 9"89 (2008)      |                 |
| 60.  | 18 maggio 2008    | Richard Thompson         | 9"93   | 22 anni e 346 giorni | 9"82 (2014)      |                 |
| 61.  | 28 giugno 2008    | Rodney Martin            | 9"95   | 25 anni e 189 giorni | 9"95 (2008)      | [ 8 ]           |
| 62.  | 28 giugno 2008    | Mark Jelks               | 9"99   | 24 anni e 79 giorni  | 9"99 (2008)      | [ 8 ]           |
| 63.  | 28 giugno 2008    | Darvis Patton            | 9"89   | 30 anni e 207 giorni | 9"89 (2008)      | [ 8 ]           |
| 64.  | 28 giugno 2008    | Ivory Williams           | 9"94   | 23 anni e 57 giorni  | 9"94 (2008)      | [ 8 ]           |
| 65.  | 22 luglio 2008    | Nesta Carter             | 9"98   | 22 anni e 285 giorni | 9"78 (2010)      |                 |
| 66.  | 15 agosto 2008    | Churandy Martina         | 9"99   | 24 anni e 43 giorni  | 9"91 (2012)      |                 |
| 67.  | 16 agosto 2008    | Michael Frater           | 9"97   | 25 anni e 315 giorni | 9"88 (2011)      |                 |
| 68.  | 24 maggio 2009    | Daniel Bailey            | 9"99   | 22 anni e 257 giorni | 9"91 (2009)      |                 |
| 69.  | 7 giugno 2009     | Mike Rodgers             | 9"94   | 24 anni e 44 giorni  | 9"85 (2011)      | [ 9 ]           |
| 70.  | 28 agosto 2009    | Lerone Clarke            | 9"99   | 28 anni e 52 giorni  | 9"99 (2009)      |                 |
| 71.  | 8 luglio 2010     | Yohan Blake              | 9"96   | 20 anni e 194 giorni | 9"69 (2012)      | [ 10 ]          |
| 72.  | 9 luglio 2010     | Christophe Lemaitre      | 9"98   | 20 anni e 28 giorni  | 9"92 (2011)      | [ 11 ]          |
| 73.  | 19 agosto 2010    | Trell Kimmons            | 9"95   | 25 anni e 37 giorni  | 9"95 (2010)      | [ 12 ]          |
| 74.  | 29 agosto 2010    | Ryan Bailey              | 9"95   | 21 anni e 138 giorni | 9"88 (2010)      | [ 13 ]          |
| 75.  | 29 agosto 2010    | Mario Forsythe           | 9"99   | 24 anni e 303 giorni | 9"95 (2010)      | [ 13 ]          |
| 76.  | 16 aprile 2011    | Steve Mullings           | 9"90   | 28 anni e 139 giorni | 9"80 (2011)      | [ 14 ]          |
| 77.  | 23 aprile 2011    | Ngonidzashe Makusha      | 9"97   | 24 anni e 43 giorni  | 9"89 (2011)      | [ 15 ]          |
| 78.  | 4 giugno 2011     | Nickel Ashmeade          | 9"96   | 21 anni e 58 giorni  | 9"90 (2013)      | [ 16 ]          |
| 79.  | 4 giugno 2011     | Keston Bledman           | 9"93   | 23 anni e 88 giorni  | 9"86 (2012)      | [ 17 ]          |
| 80.  | 10 giugno 2011    | Rakieem Salaam           | 9"97   | 21 anni e 66 giorni  | 9"97 (2011)      |                 |
| 81.  | 30 giugno 2011    | Jaysuma Saidy Ndure      | 9"99   | 26 anni e 364 giorni | 9"99 (2011)      |                 |
| 82.  | 6 giugno 2012     | Harry Adams              | 9"96   | 22 anni e 192 giorni | 9"96 (2012)      |                 |
| 83.  | 7 luglio 2012     | Kemar Hyman              | 9"95   | 22 anni e 270 giorni | 9"95 (2012)      |                 |
| 84.  | 7 settembre 2012  | Kemar Bailey-Cole        | 9"97   | 20 anni e 241 giorni | 9"92 (2015)      |                 |
| 85.  | 23 maggio 2013    | Isiah Young              | 9"99   | 23 anni e 138 giorni | 9"89 (2021)      |                 |
| 86.  | 5 giugno 2013     | Dentarius Locke          | 9"97   | 23 anni e 175 giorni | 9"96 (2013)      |                 |
| 87.  | 8 giugno 2013     | Gabriel Mvumvure         | 9"98   | 25 anni e 105 giorni | 9"98 (2013)      |                 |
| 88.  | 21 giugno 2013    | Charles Silmon           | 9"98   | 21 anni e 352 giorni | 9"98 (2013)      |                 |
| 89.  | 13 luglio 2013    | James Dasaolu            | 9"91   | 25 anni e 311 giorni | 9"91 (2013)      |                 |
| 90.  | 13 luglio 2013    | Jimmy Vicaut             | 9"95   | 21 anni e 136 giorni | 9"86 (2015)      |                 |
| 91.  | 12 aprile 2014    | Simon Magakwe            | 9"98 a | 27 anni e 333 giorni | 9"98 (2014)      |                 |
| 92.  | 17 maggio 2014    | Kemarley Brown           | 9"93   | 21 anni e 301 giorni | 9"93 (2014)      |                 |
| 93.  | 8 giugno 2014     | Chijindu Ujah            | 9"96   | 20 anni e 95 giorni  | 9"96 (2014)      |                 |
| 94.  | 13 giugno 2014    | Trayvon Bromell          | 9"97   | 18 anni e 338 giorni | 9"76 (2021)      |                 |
| 95.  | 28 settembre 2014 | Femi Ogunode             | 9"93   | 23 anni e 136 giorni | 9"91 (2015)      |                 |
| 96.  | 10 maggio 2015    | Clayton Vaughn           | 9"93   | 22 anni e 360 giorni | 9"93 (2015)      |                 |
| 97.  | 17 maggio 2015    | Andre De Grasse          | 9"97   | 20 anni e 188 giorni | 9"89 (2021)      |                 |
| 98.  | 17 maggio 2015    | Bryce Robinson           | 9"99   | 21 anni e 185 giorni | 9"99 (2015)      |                 |
| 99.  | 20 maggio 2015    | Marvin Bracy             | 9"95   | 21 anni e 156 giorni | 9"85 (2021-2022) |                 |
| 100. | 30 maggio 2015    | Su Bingtian              | 9"99   | 25 anni e 274 giorni | 9"83 (2021)      |                 |
| 101. | 7 giugno 2015     | Adam Gemili              | 9"97   | 21 anni e 244 giorni | 9"97 (2015)      |                 |
| 102. | 25 giugno 2015    | Diondre Batson           | 9"94   | 22 anni e 347 giorni | 9"94 (2015)      |                 |
| 103. | 25 giugno 2015    | Beejay Lee               | 9"99   | 22 anni e 48 giorni  | 9"99 (2015)      |                 |
| 104. | 25 giugno 2015    | Quentin Butler           | 9"96   | 22 anni e 280 giorni | 9"96 (2015)      |                 |
| 105. | 1º luglio 2015    | Akani Simbine            | 9"99   | 21 anni e 283 giorni | 9"82 (2024)      |                 |
| 106. | 5 luglio 2015     | Henricho Bruintjies      | 9"97   | 21 anni e 354 giorni | 9"97 (2015)      |                 |
| 107. | 11 luglio 2015    | Andrew Fisher            | 9"94   | 23 anni e 208 giorni | 9"94 (2015)      |                 |
| 108. | 12 marzo 2016     | Wayde van Niekerk        | 9"98   | 23 anni e 241 giorni | 9"94 (2017)      |                 |
| 109. | 23 aprile 2016    | Omar McLeod              | 9"99   | 21 anni e 364 giorni | 9"99 (2016)      |                 |
| 110. | 2 giugno 2016     | Ameer Webb               | 9"94   | 25 anni e 75 giorni  | 9"94 (2016)      |                 |
| 111. | 6 giugno 2016     | Ben Youssef Meïté        | 9"99   | 29 anni e 208 giorni | 9"96 (2016)      |                 |
| 112. | 8 giugno 2016     | Senoj-Jay Givans         | 9"96   | 22 anni e 161 giorni | 9"96 (2016)      |                 |
| 113. | 11 giugno 2016    | Aaron Brown              | 9"96   | 24 anni e 15 giorni  | 9"96 (2016)      |                 |
| 114. | 12 giugno 2016    | Jak Ali Harvey           | 9"92   | 27 anni e 39 giorni  | 9"92 (2016)      |                 |
| 115. | 25 giugno 2016    | Rondel Sorrillo          | 9"99   | 30 anni e 153 giorni | 9"99 (2016)      |                 |
| 116. | 3 luglio 2016     | Christian Coleman        | 9"95   | 20 anni e 119 giorni | 9"76 (2019)      |                 |
| 117. | 30 luglio 2016    | Joel Fearon              | 9"96   | 27 anni e 293 giorni | 9"96 (2016)      |                 |
| 118. | 18 marzo 2017     | Thando Roto              | 9"95   | 21 anni e 173 giorni | 9"95 (2017)      |                 |
| 119. | 15 aprile 2017    | Ronnie Baker             | 9"99   | 23 anni e 182 giorni | 9"83 (2021)      |                 |
| 120. | 22 aprile 2017    | Odean Skeen              | 9"98   | 22 anni e 237 giorni | 9"98 (2017)      |                 |
| 121. | 13 maggio 2017    | Nethaneel Mitchell-Blake | 9"99   | 23 anni e 41 giorni  | 9"99 (2017)      |                 |
| 122. | 7 giugno 2017     | Cameron Burrell          | 9"93   | 22 anni e 269 giorni | 9"93 (2017)      |                 |
| 123. | 7 giugno 2017     | Christopher Belcher      | 9"93   | 23 anni e 129 giorni | 9"93 (2017)      |                 |
| 124. | 23 giugno 2017    | Julian Forte             | 9"99   | 24 anni e 167 giorni | 9"91 (2017)      |                 |
| 125. | 6 luglio 2017     | Ramil Guliyev            | 9"97   | 27 anni e 38 giorni  | 9"97 (2017)      |                 |
| 126. | 9 settembre 2017  | Yoshihide Kiryū          | 9"98   | 21 anni e 268 giorni | 9"98 (2017)      |                 |
| 127. | 13 maggio 2018    | Kendal Williams          | 9"99   | 22 anni e 232 giorni | 9"99 (2018-2022) |                 |
| 128. | 25 maggio 2018    | Jaylen Bacon             | 9"97   | 21 anni e 293 giorni | 9"97 (2018)      |                 |
| 129. | 25 maggio 2018    | Andre Ewers              | 9"98   | 22 anni e 352 giorni | 9"98 (2018)      |                 |
| 130. | 9 giugno 2018     | Zharnel Hughes           | 9"91   | 22 anni e 331 giorni | 9"83 (2023)      |                 |
| 131. | 9 giugno 2018     | Noah Lyles               | 9"93   | 20 anni e 326 giorni | 9"79 (2024)      |                 |
| 132. | 16 giugno 2018    | Arthur Cissé             | 9"94   | 21 anni e 169 giorni | 9"93 (2019)      |                 |
| 133. | 19 giugno 2018    | Xie Zhenye               | 9"97   | 24 anni e 306 giorni | 9"97 (2018)      |                 |
| 134. | 22 giugno 2018    | Filippo Tortu            | 9"99   | 20 anni e 7 giorni   | 9"99 (2018)      |                 |
| 135. | 9 luglio 2018     | Barakat Al-Harthi        | 9"97   | 30 anni e 24 giorni  | 9"97 (2018)      |                 |
| 136. | 21 luglio 2018    | Tyquendo Tracey          | 9"96   | 25 anni e 41 giorni  | 9"96 (2018)      |                 |
| 137. | 7 agosto 2018     | Reece Prescod            | 9"96   | 22 anni e 159 giorni | 9"93 (2022)      |                 |
| 138. | 22 febbraio 2019  | Roberto Skyers           | 9"98   | 27 anni e 102 giorni | 9"98 (2019)      |                 |
| 139. | 20 aprile 2019    | Divine Oduduru           | 9"94   | 22 anni e 195 giorni | 9"86 (2019)      |                 |
| 140. | 11 maggio 2019    | Abdul Hakim Sani Brown   | 9"99   | 20 anni e 66 giorni  | 9"96 (2019)      |                 |
| 141. | 12 maggio 2019    | Cravon Gillespie         | 9"97   | 22 anni e 285 giorni | 9"93 (2019)      |                 |
| 142. | 5 giugno 2019     | Mario Burke              | 9"98   | 22 anni e 79 giorni  | 9"98 (2019)      |                 |
| 143. | 20 luglio 2019    | Yuki Koike               | 9"98   | 24 anni e 68 giorni  | 9"98 (2019)      |                 |
| 144. | 27 agosto 2019    | Raymond Ekevwo           | 9"96   | 20 anni e 157 giorni | 9"96 (2019)      |                 |
| 145. | 20 luglio 2020    | Michael Norman           | 9"86   | 22 anni e 230 giorni | 9"86 (2020)      |                 |
| 146. | 26 marzo 2021     | Benjamin Azamati         | 9"97   | 23 anni e 71 giorni  | 9"90 (2022)      |                 |
| 147. | 10 aprile 2021    | Kyree King               | 9"97   | 26 anni e 275 giorni | 9"96 (2022)      |                 |
| 148. | 17 aprile 2021    | Jo'Vaughn Martin         | 9"94   | 21 anni e 276 giorni | 9"94 (2021)      |                 |
| 149. | 24 aprile 2021    | Fred Kerley              | 9"91   | 25 anni e 352 giorni | 9"76 (2022)      |                 |
| 150. | 13 maggio 2021    | Marcell Jacobs           | 9"95   | 26 anni e 229 giorni | 9"80 (2021)      |                 |
| 151. | 14 maggio 2021    | Gift Leotlela            | 9"94   | 23 anni e 2 giorni   | 9"94 (2021)      |                 |
| 152. | 6 giugno 2021     | Ryōta Yamagata           | 9"95   | 28 anni e 361 giorni | 9"95 (2021)      |                 |
| 153. | 20 giugno 2021    | Kenneth Bednarek         | 9"96   | 22 anni e 249 giorni | 9"87 (2024)      |                 |
| 154. | 20 giugno 2021    | Micah Williams           | 9"91   | 19 anni e 220 giorni | 9"86 (2022)      |                 |
| 155. | 31 luglio 2021    | Enoch Adegoke            | 9"98   | 21 anni e 145 giorni | 9"98 (2021)      |                 |
| 156. | 14 agosto 2021    | Ferdinand Omanyala       | 9"96   | 25 anni e 224 giorni | 9"77 (2021)      |                 |
| 157. | 16 aprile 2022    | Matthew Boling           | 9"98   | 21 anni e 300 giorni | 9"98 (2022)      |                 |
| 158. | 16 aprile 2022    | Davonte Burnett          | 9"99   | 22 anni e 48 giorni  | 9"99 (2022)      |                 |
| 159. | 23 aprile 2022    | Joseph Amoah             | 9"94   | 25 anni e 101 giorni | 9"94 (2022)      |                 |
| 160. | 30 aprile 2022    | Letsile Tebogo           | 9"96   | 18 anni e 327 giorni | 9"86 (2024)      |                 |
| 161. | 21 maggio 2022    | Oblique Seville          | 9"86   | 21 anni e 66 giorni  | 9"81 (2024)      |                 |
| 162. | 11 giugno 2022    | Cravont Charleston       | 9"98   | 24 anni e 160 giorni | 9"90 (2023)      |                 |
| 163. | 12 giugno 2022    | Ackeem Blake             | 9"95   | 20 anni e 142 giorni | 9"89 (2023)      |                 |
| 164. | 24 giugno 2022    | Elijah Hall              | 9"98   | 27 anni e 306 giorni | 9"90 (2022)      |                 |
| 165. | 24 giugno 2022    | Emmanuel Matadi          | 9"98   | 31 anni e 70 giorni  | 9"97 (2023)      |                 |
| 166. | 25 giugno 2022    | Favour Ashe              | 9"99   | 20 anni e 58 giorni  | 9"96 (2023)      |                 |
| 167. | 3 luglio 2022     | Yupun Abeykoon           | 9"96   | 27 anni e 184 giorni | 9"96 (2022)      |                 |
| 168. | 3 luglio 2022     | Reynier Mena             | 9"99   | 25 anni e 224 giorni | 9"99 (2022)      |                 |
| 169. | 3 luglio 2022     | Méba-Mickaël Zézé        | 9"99   | 28 anni e 45 giorni  | 9"99 (2022)      |                 |
| 170. | 29 marzo 2023     | Bouwahjgie Nkrumie       | 9"99   | 19 anni e 41 giorni  | 9"99 (2023)      |                 |
| 171. | 15 aprile 2023    | Terrence Jones           | 9"91   | 20 anni e 158 giorni | 9"91 (2023)      |                 |
| 172. | 15 aprile 2023    | Joseph Fahnbulleh        | 9"98   | 21 anni e 216 giorni | 9"98 (2023)      |                 |
| 173. | 26 maggio 2023    | Udodi Onwuzurike         | 9"92   | 20 anni e 117 giorni | 9"92 (2023)      |                 |
| 174. | 7 giugno 2023     | Pjai Austin              | 9"89   | 22 anni e 261 giorni | 9"89 (2023)      |                 |
| 175. | 7 giugno 2023     | Godson Oghenebrume       | 9"93   | 20 anni e 11 giorni  | 9"90 (2023)      |                 |
| 176. | 7 giugno 2023     | Cole Beck                | 9"97   | 24 anni e 94 giorni  | 9"97 (2023)      |                 |
| 177. | 7 giugno 2023     | Shaun Maswanganyi        | 9"99   | 22 anni e 126 giorni | 9"91 (2023)      |                 |
| 178. | 9 giugno 2023     | Courtney Lindsey         | 9"89   | 24 anni e 203 giorni | 9"89 (2023)      |                 |
| 179. | 9 giugno 2023     | Da'Marcus Fleming        | 9"97   | 21 anni e 170 giorni | 9"97 (2023)      |                 |
| 180. | 16 giugno 2023    | Eugene Amo-Dadzie        | 9"93   | 30 anni e 359 giorni | 9"93 (2023)      |                 |
| 181. | 2 luglio 2023     | Emmanuel Eseme           | 9"96 a | 29 anni e 319 giorni | 9"96 (2023)      |                 |
| 182. | 6 luglio 2023     | Kishane Thompson         | 9"91   | 21 anni e 354 giorni | 9"77 (2024)      |                 |
| 183. | 6 luglio 2023     | Kadrian Goldson          | 9"94   | 25 anni e 240 giorni | 9"94 (2023)      |                 |
| 184. | 6 luglio 2023     | Rohan Watson             | 9"98   | 21 anni e 68 giorni  | 9"91 (2023)      |                 |
| 185. | 7 luglio 2023     | Ryiem Forde              | 9"96   | 22 anni e 45 giorni  | 9"95 (2023)      |                 |
| 186. | 28 luglio 2023    | Issamade Asinga          | 9"89   | 18 anni e 211 giorni | 9"89 (2023)      |                 |
| 187. | 28 luglio 2023    | Erik Cardoso             | 9"97   | 23 anni e 147 giorni | 9"97 (2023)      |                 |
| 188. | 28 luglio 2023    | Ronal Longa              | 9"99   | 19 anni e 28 giorni  | 9"99 (2023)      |                 |
| 189. | 18 giugno 2024    | Chituru Ali              | 9"96   | 25 anni e 73 giorni  | 9"96 (2024)      |                 |